# Coventry
Coventry je město a metropolitní distrikt v anglickém hrabství West Midlands. V roce 2021 zde žilo 345 324 obyvatel a je tak desátým největším městem Anglie, třináctým městem Spojeného království a po Birminghamu druhé v Midlands. Nachází se 153 km na severozápad od Londýna, 30 km na východ od Birminghamu a je nejvzdálenějším městem od pobřeží Velké Británie.
Město je známé svou moderní katedrálou postavenou po bombardování původní katedrály v době druhé světové války, příspěvkem místních společností automobilovému průmyslu Velké Británie a též jako sídlo dvou univerzit – Coventry University a University of Warwick.

## Historie

Znak města Coventry

Tradičně se předpokládalo, že Coventry bylo založeno roku 1043, v době kdy Leofric, král Mercie a jeho žena Godiva, nechali postavit benediktinské opatství. Poslední výzkumy ale dokazují existenci tohoto opatství již v roce 1022, takže král Leofric a jeho žena již postavené opatství pouze rozšířili. V krátké době vznikl městský trh u brán opatství a osada se rozrostla.
Ve 14. století se město stalo důležitým centrem obchodu s plátnem a ve středověku bylo jedním z největších a nejvýznamnějších měst Anglie. Status města obdrželo roku 1345 a později bylo samostatným hrabstvím.
Na konci 19. století se Coventry stalo centrem výroby jízdních kol a to především díky společnosti Rover. Na počátku 20. století se z tohoto odvětví vyvinula výroba motorů a město se stalo hlavním střediskem motorového průmyslu.
V době druhé světové války se Coventry stalo terčem masivních náletů, které zničily historické centrum města a původní katedrálu. Spolu s Londýnem a Plymouthem bylo Coventry nejvíce poškozenými anglickými městy v druhé světové válce. Město bylo napadeno především proto, že bylo centrem výroby munice a motorů. Po náletech byla velká část historických budov v takovém stavu, že jejich obnova nebyla možná. Spekulace, že se britský premiér Winston Churchill v listopadu 1940 rozhodl nevarovat obyvatele města před hrozícím náletem, aby Němci nepojali podezření, že Britové dokážou prolomit kódování zpráv pomocí přístroje Enigma, se nezakládá na pravdě.
Zajímavostí je, že Coventry a Lidice jsou od druhé světové války sesterskými městy. Ve městě bylo jedno náměstí pojmenováno po Lidicích, je zde umístěna památná deska.
V poválečném období bylo město obnoveno podle takzvaného Gibsonova plánu. V centru města vzniklo obchodní centrum orientované jako pěší zóna (první svého druhu v tak velkém rozsahu v Evropě) a roku 1962 i nová katedrála Svatého Michala (s největší tapisérií na světě). Na znamení této obnovy dostalo město Coventry do městského znaku jako štítonoše fénixe, který symbolizuje znovuzrození města.

## Ekonomika
Hlavními průmyslovými obory v Coventry jsou výroba automobilů, elektronických součástek, nástrojů, zemědělské techniky, umělých vláken, součástek pro letecký průmysl a telekomunikace. V poslední době je možno sledovat odklon od průmyslové výroby směrem k finančním službám, výzkumu, designu zásobování a turistice.
Coventry bylo dlouhou dobu centrem výroby jízdních kol a motorů a to již od roku 1878. Mezi společnosti působící v tomto oboru v Coventry patří méně známé Coventry Motette, Great Horseless Carriage Co, Swift nebo známější Humber, Riley, Daimler a Triumph. V 50. a 60. letech 20. století zažíval motorový průmysl v Coventry výrazný růst, který byl ale následován znatelným poklesem v 70. letech což silně poznamenalo ekonomiku města. V 80. letech mělo Coventry jedno z nejvyšších procent nezaměstnaných v zemi.
V posledních letech se město vlivem rozvoje jiných odvětví pomalu zotavuje ale význam motorového průmyslu stále klesá. Přes tento pokles významu má například v Coventry vývojové centrum Jaguar (v Allesey a Whitley) a Peugeot zde vyrábí některé součásti. Známé černé vozy (black cab) londýnské taxislužby vyrábí společnost LTI v Coventry a jsou to jediné typy automobilů, které se vyrábí celé ve městě.

## Správa města

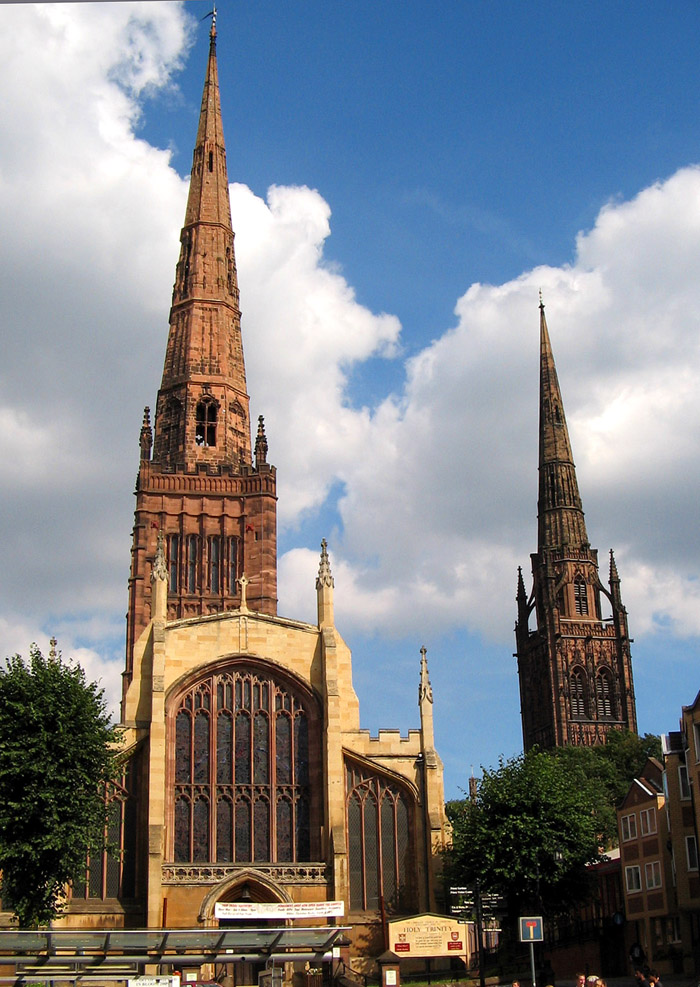
Věže Coventry – vlevo věž chrámu Svaté trojice, vpravo věž původní katedrály

Coventry, ačkoli bylo po 400 let samostatným hrabstvím, bylo i součástí hrabství Warwickshire. Distriktem, nezávislým na hrabství se stalo roku 1889. Po správní reformě roku 1974 se stalo metropolitním distriktem v rámci hrabství West Midlands. V roce 1986 byla rada hrabství West Midlands zrušena a Coventry se stalo samostatnou správní jednotkou (unitary authority). Coventry je ale stále silně spojeno s tradičním hrabstvím Warwickshire, což je dáno jeho geografickou polohou ve vztahu k tomuto hrabství.
Coventry je řízeno radou města Coventry (Coventry City Council). Město je rozděleno na 18 volebních obvodů do městské rady a každý je zastoupen v radě třemi radními. Některé místní služby, například policejní služby, požární ochranu a dopravu, zajišťují orgány v rámci West Midlands. Coventry je pro volby do parlamentu rozděleno na tři volební obvody – Coventry severovýchod, Coventry jih a Coventry severozápad.

## Doprava

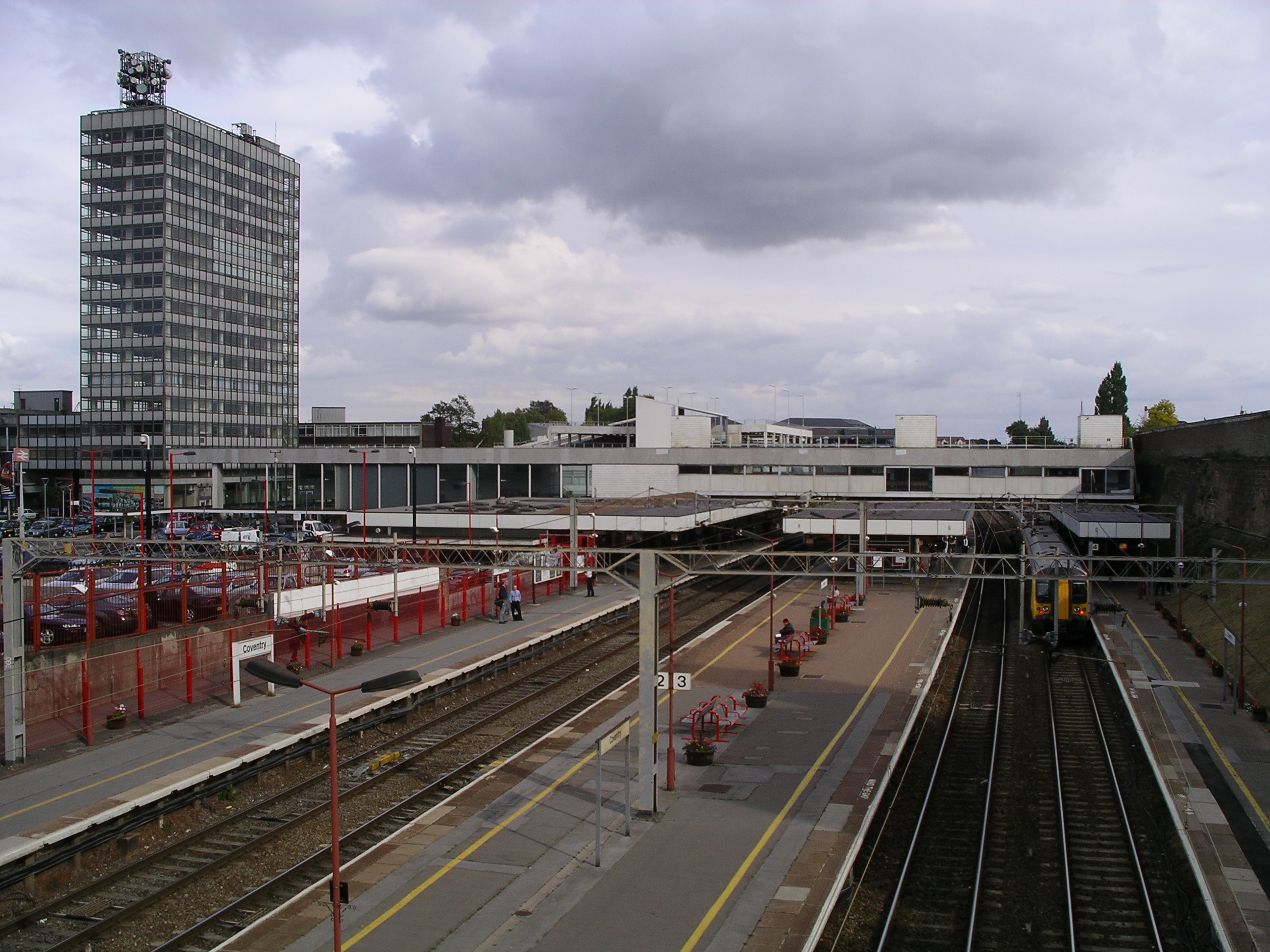
Coventry railway station

Coventry se nachází v dosahu dálnic M6, M69 a M40 a rychlostních komunikací A45 a A46. Centrum města je sevřeno dopravním okruhem dálničního charakteru, doplněný nedávno vybudovaným severo jižním průtahem Phoenix Way.
Hlavní železniční stanice v Coventry se nachází na trati West Coast Main Line. Město má pravidelné spojení zastávkovými vlaky dopravce Central trains s Northamptonem, Birminghamem a Nuneatonem (přes Bedworth). Dálkovou dopravu zajišťují vlaky Virgin trainsu relací Londýn – Wolverhampton a Skotsko – Bournemouth/Brighton (jižní pobřeží). V Coventry se také nachází dvě příměstské železniční stanice – Canley a Tile Hill.
Autobusovou dopravu v Coventry zajišťují dopravci Travel Coventry, Travel De Courcey a Stagecoach Warwickshire.
Nejbližšími letišti v dosahu Coventry jsou Letiště Coventry v Bagintonu asi 8 km na jih od města odkud společnost Thomsonfly zajišťuje pravidelné obchodní lety do více než 20 měst Evropy. Nadregionálním leteckým terminálem je Letiště Birmingham asi 17 km na západ od města.
Coventry Canal končí nedaleko centra města v Coventry Canal Basin a je splavný v úseku 61 km až do Fradley Junction v Staffordshire.

## Kultura

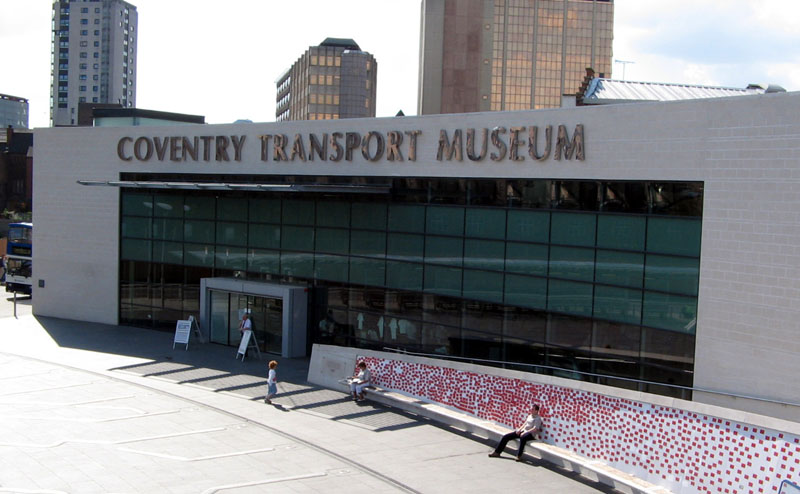
Muzeum dopravy v Coventry

Bělehradské divadlo v Coventry, bylo v roce 1958 prvním účelově postaveným občanským městským divadlem ve Velké Británii po druhé světové válce. Roku 1965 byla založena společnost pro rozšíření funkcí divadla jako vzdělávací instituce. Tato organizace však byla městskou radou roku 1996 zrušena. Dalším divadlem ve městě je College Theatre, s 866 sedadly jedno z největších divadel v zemi.
Současné Coventry je známé pro širokou škálu pořádaných hudebních akcí včetně mezinárodního jazzového festivalu, jednoho z nejdůležitějších v této oblasti v rámci Velké Británie a Godiva Festivalu.
Warwick Arts Centre se nachází v areálu University of Warwick a obsahuje uměleckou galerii, divadlo, koncertní sál a kino. Je po londýnském Barbican, druhé největší kulturní centrum země.
Na sever od města (5,5 km) se nachází Ricoh Arena pro 32 000 diváků, stadión, na němž hraje svá utkání fotbalový klub Coventry City FC a pořádají se zde velké rockové koncerty, například zde vystupovali Red Hot Chili Peppers nebo Bon Jovi. Poblíž se nachází hala pro 6 000 diváků – Ricoh Exhibition Hall.

## Vlajka města
Vlajka Coventry vyjadřuje jedinečnou identitu tohoto města, do roku 1974 součásti Warwickshire, a jeho obyvatel. Vlajka zvítězila v roce 2018 díky lidovému hlasování v soutěži organizované BBC. Navrhl ji Simon Wyatt. Vlála nad městem zejména v roce 2021, kdy bylo Coventry městem kultury Spojeného království.
Na vlajce je zobrazena slavná místní hrdinka Lady Godiva, sedící na černém koni na širokém bílém pruhu. Symbolizuje historii Coventry a jeho pověst jako města míru. Světle modré panely na obou stranách připomínají „Coventry Blue“, barvivo používané v historickém místním textilním průmyslu, a je to také barva fotbalového klubu Coventry City, známého jako „Sky Blues“.

## Vzdělávání
V Coventry existují dvě univerzity – Coventry University, nacházející se v moderním studentském areálu v centru města a University of Warwick, která je umístěna asi 6 km na jih od centra města na hranicích s Warwickshire. Tato univerzita je jednou z pěti vysokých škol, které se vždy umístily v nejlepší desítce vysokých škol z hlediska kvality výuky a výzkumu. V dubnu 2007 získal prestižní ocenění BBC University Challenge. Ve městě se také nacházejí dvě velké vysokoškolské fakulty. City College vznikla spojením Coventry Technical College a Tile Hill College, druhá je  Henley College.
Mnohé střední školy v Coventry a okolí jsou specializované školy. Například Finham Park School se specializuje na výuku matematiky a výpočetní techniky, Coventry Blue Coat Church of England School se nedávno přeorientovala na hudební školu, jednu z mála takto specializovaných institucí v zemi. Bishop Ullathorne RC School se orientuje na humanitní obory, Woodlands School je zaměřena na sportovní aktivity. Na severu města se nacházejí Exhall Grange School a Science College. Ernesford Grange School, na jihovýchodě města, se zaměřuje na výuku příštích vědeckých pracovníků. Pattison College, soukromá škola založená roku 1949, se specializuje na výuku dramatických umění.

## Sport
Významné sportovní kluby v Coventry – Coventry City F.C., Coventry Sphinx, Coventry Copsewood (fotbal), Coventry Rugby Club (ragby), City Of Coventry Swimming Club (plavání), Coventry Blaze (Lední hokej), Coventry Bears (ragby), Coventry Godiva Harriers (atletika), Coventry Bees(plochá dráha), Coventry Crusaders (basketbal) a Coventry Cassidy Jets (americký fotbal).

## Památky

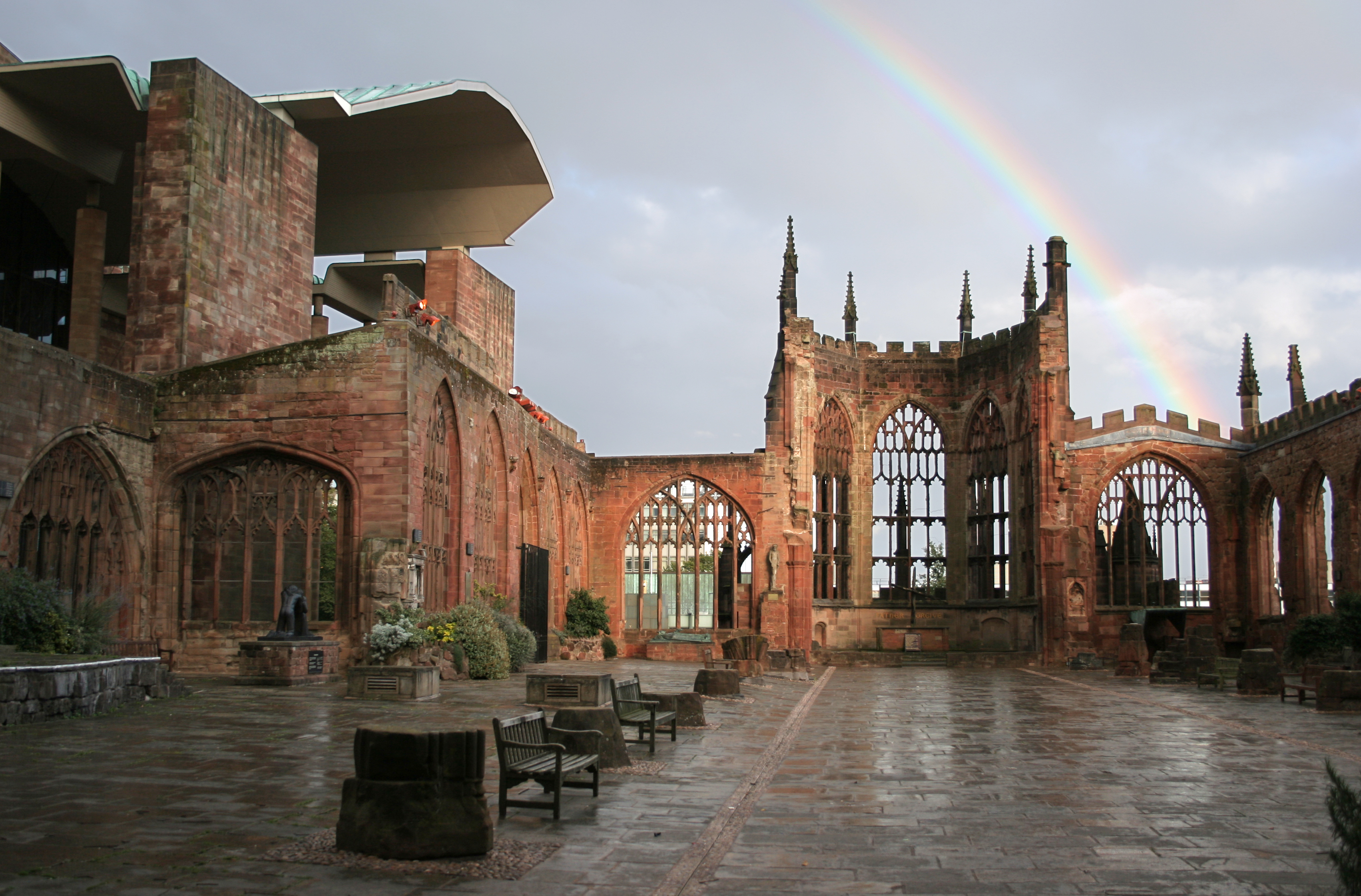
Trosky původní katedrály

Katedrála svatého Michala je nejznámější stavbou Coventry. Původní katedrála ze 14. století byla téměř zcela zničena při bombardování v druhé světové válce a zachovala se pouze část vnějších zdí a věž. Nová katedrála byla otevřena roku 1962 poblíž trosek původní. Byla navržena Basilem Spencem. V katedrále se nachází tapisérie Svatořečení Krista od Grahama Sutherlanda. Bronzová socha Vítězství svatého Michala nad ďáblem od Jakuba Epsteina je umístěna na exteriéru katedrály poblíž hlavního vchodu. Válečné rekviem, dílo Benjamina Brittena, mnohými považováno za jeho mistrovské dílo, bylo napsáno u příležitosti otevření katedrály. Věž původní katedrály je součástí trojice věží, která je součástí dominanty města již od 14. století. Dalšími jsou věž Christ Church (z něhož se zachovala pouze věž) a Kostela Svaté Trojice (ten je využíván do současnosti).
- Kostel Svaté Trojice – ač v blízkosti katedrály, byl jen částečně zasažen bombardováním. Dochovaly se v něm nástěnné malby Posledního soudu z 1. poloviny 15. století.
- Kostel svatého Jana Křtitele – založen královnou Izabelou Francouzskou v roce 1342, byl přestavován v 15. století. Větší rekonstrukce proběhla na přelomu 19. a 20. století. Jedná se o druhý středověký kostel ve městě, který byl jen málo zasažen bombardováním za 2. světové války. V jeho těsné blízkosti se nachází náměstí Lidice.

## Muzea
Nejznámějším je Muzeum dopravy v Coventry, které obsahuje nejrozsáhlejší sbírku silničních vozidel vyrobených ve Velké Británii na světě a do něhož je vstup bez poplatků. Nejatraktivnějšími exponáty jsou auta, která pokořila rychlostní rekordy – Thrust2 a ThrustSSC. Muzeum prošlo v roce 2004 výraznou rekonstrukcí.
Herbert Art Gallery and Museum je velká umělecká galerie v centru města. Asi 6 km od centra města na jeho hranicích v Bagintonu se nachází rekonstruovaná pevnost z doby Římanů – Lunt Fort. Muzeum letecké techniky Midland Air Museum je umístěno poblíž letiště Coventry.
Hlavní policejní stanice na Little Park Street obsahuje i muzeum policie Coventry a je umístěno v podzemní části hlavní budovy. Je rozděleno na dvě části. Jedna obsahuje sbírky zachycující historii policie v Coventry a druhá ukazuje podrobnosti o některých zvláštních případech. Muzeum je podporováno charitativními fondy a jeho návštěva vyžaduje předchozí objednání.

## Osobnosti města
- John Marston (1576–1634), anglický básník a dramatik pozdní renesance, tzv. alžbětinského divadla[3]
- Frank Whittle (1907–1996), anglický vynálezce a strojní důstojník RAF[4]
- Philip Larkin (1922–1985), anglický básník a prozaik[5]
- Nigel Hawthorne (1929–2001), anglický herec[6]
- Peter Tremayne (* 1943), anglický historik a spisovatel[7]
- Kevin Warwick (* 1954), anglický vědec a profesor kybernetiky[8]
- Lee Child (* 1954), anglický spisovatel akčních thrillerů[9]
- Clint Mansell (* 1963), anglický hudebník a hudební skladatel[10]
- Clive Owen (* 1964), anglický herec[11]
- Marlon Devonish (* 1976), bývalý anglický sprinter, olympijský vítěz a mistr Evropy ve štafetě na 4 x 100 metrů[12]
- James Maddison (* 1996), anglický profesionální fotbalový záložník[13]

## Partnerská města
- Arnhem, Nizozemsko, 1958
- Bělehrad, Srbsko, 1957
- Bologna, Itálie, 1960
- Caen, Francie, 1957
- Cork, Irsko, 1958
- Cornwall, Kanada, 1972
- Coventry (Connecticut), USA, 1962
- Coventry (New York), USA, 1972
- Coventry (Rhode Island), USA, 1971
- Dresden, Německo, 1959
- Dunaújváros, Maďarsko
- Galaţi, Rumunsko, 1962
- Granby, Kanada, 1963
- Graz, Rakousko, 1957
- Kecskemét, Maďarsko, 1962
- Kiel, Německo, 1947
- Kingston, Jamajka, 1962
- Lidice, Česko, 1947
- Ostrava, Česko, 1959
- Parkes,  Austrálie, 1956
- Sarajevo, Bosna a Hercegovina, 1957
- Saint-Étienne, Francie, 1955
- Ťi-nan, Čína, 1983
- Varšava, Polsko, 1957
- Volgograd/Stalingrad, Rusko, 1944 (partnerství přerušeno)
- Windsor, Kanada, 1963